# 목양견

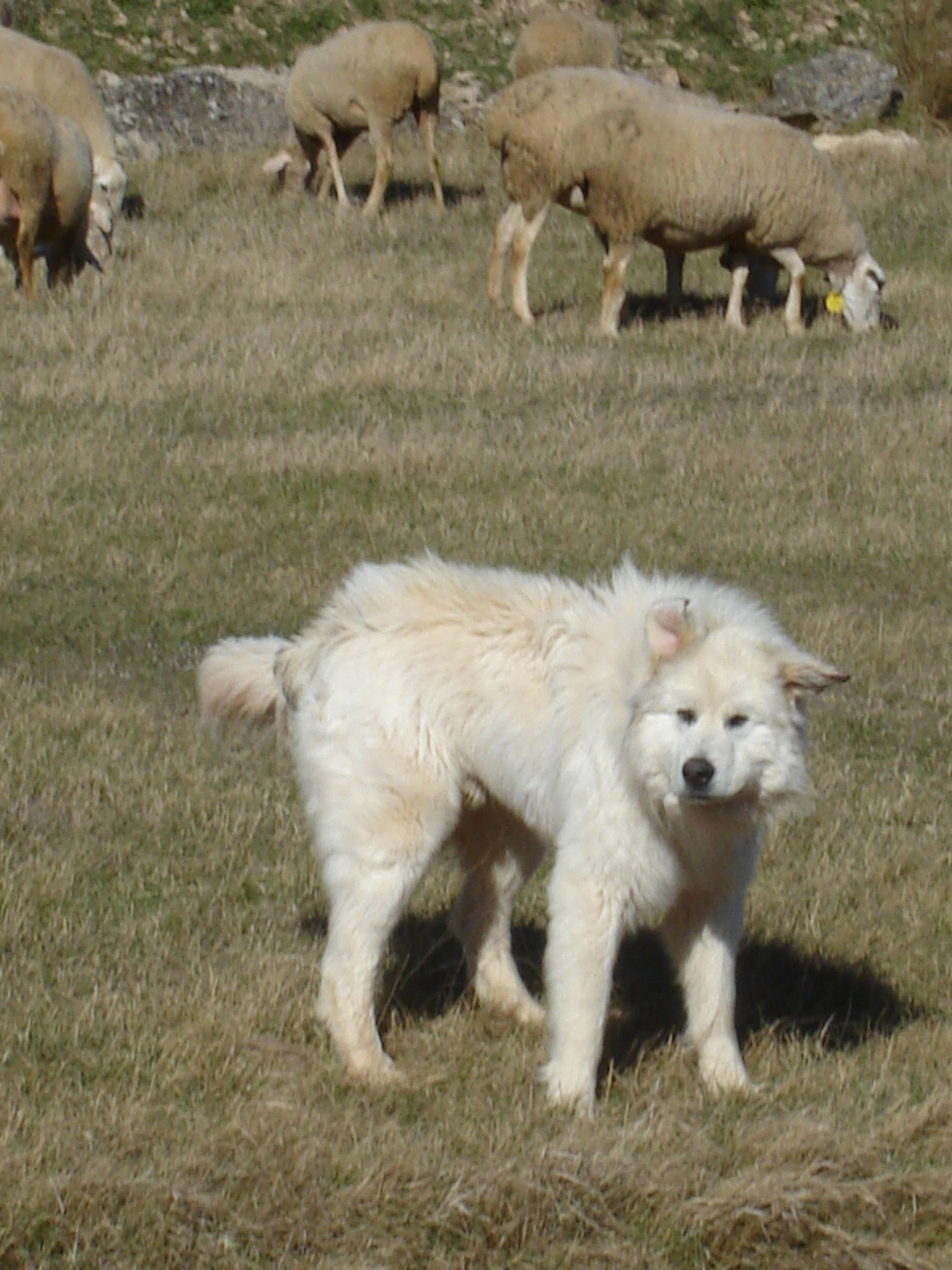
사역견 임무를 수행하고 있는 그레이트 피레니즈

목양견(牧羊犬)은 목장에서 방목하는 가축 (주로 양)의 무리의 유도 및 감시, 인간에 의한 도난이나 늑대 등의 약탈자로부터 보호하도록 훈련된 작업견이다. 그리고 목양견은 꼬리를 자르는데 이유는 다른 동물들에게 꼬리를 밟힐까봐 꼬리를 자르는 것이고 최근 동물학대 문제 덕분에 요즘은 꼬리를 자르지 않는다.

## 기원
목축견 품종을 만드는 것은 가축 사육의 발전과 관련이 있다. 양과 염소의 가축화는 기원전 8~7천년에 시작되었다. 원래 이 과정은 현대 이란과 이라크 영토인 서아시아에서 시작되었다. 양치기는 어려운 일이었다. 원시 목동들은 말이 없었고, 말과 당나귀가 아직 완전히 길들여지지 않았고 충분히 순종적이지 않았기 때문에 도보로 풀을 뜯기 위해 소떼를 옮겼다. 이전에는 인간의 사냥을 도우던 개들이 가축 관리 보조원이 되었다. 가축 사육의 초기 단계에서 개들의 주된 임무는 수많은 야생 포식자들로부터 무리를 보호하는 것이었다.

## 같이 보기
- 사역견